# Aoplus confirmatus
Aoplus confirmatus är en stekelart som först beskrevs av Cresson 1877.  Aoplus confirmatus ingår i släktet Aoplus och familjen brokparasitsteklar. Utöver nominatformen finns också underarten A. c. insignitior.